# Brzegi (voivodato de Mazovia)
Brzegi es un pueblo de Polonia, en Mazovia. Se encuentra en el distrito (Gmina) de Miastków Kościelny, perteneciente al condado (Powiat) de Garwolin. Se encuentra aproximadamente a 3 km al suroeste de Miastków Kościelny, 12 km al este de Garwolin, y a 67 km al sureste de Varsovia.  
Entre 1975 y 1998 perteneció al voivodato de Siedlce.